# John Lowe (fléchettes)
Pour les articles homonymes, voir Lowe, John et Lowe.
John Lowe (né le 21 juillet 1945) est un joueur professionnel anglais de fléchettes ancien numéro 1 mondial durant les années 1970 et 1980. Il a remporté trois fois les championnats du monde en 1979, 1987 et 1993. Il est surtout connu pour avoir réalisé le premier nine-dart finish télévisé le 13 octobre 1984.